# Баранов, Александр Иванович (военачальник)

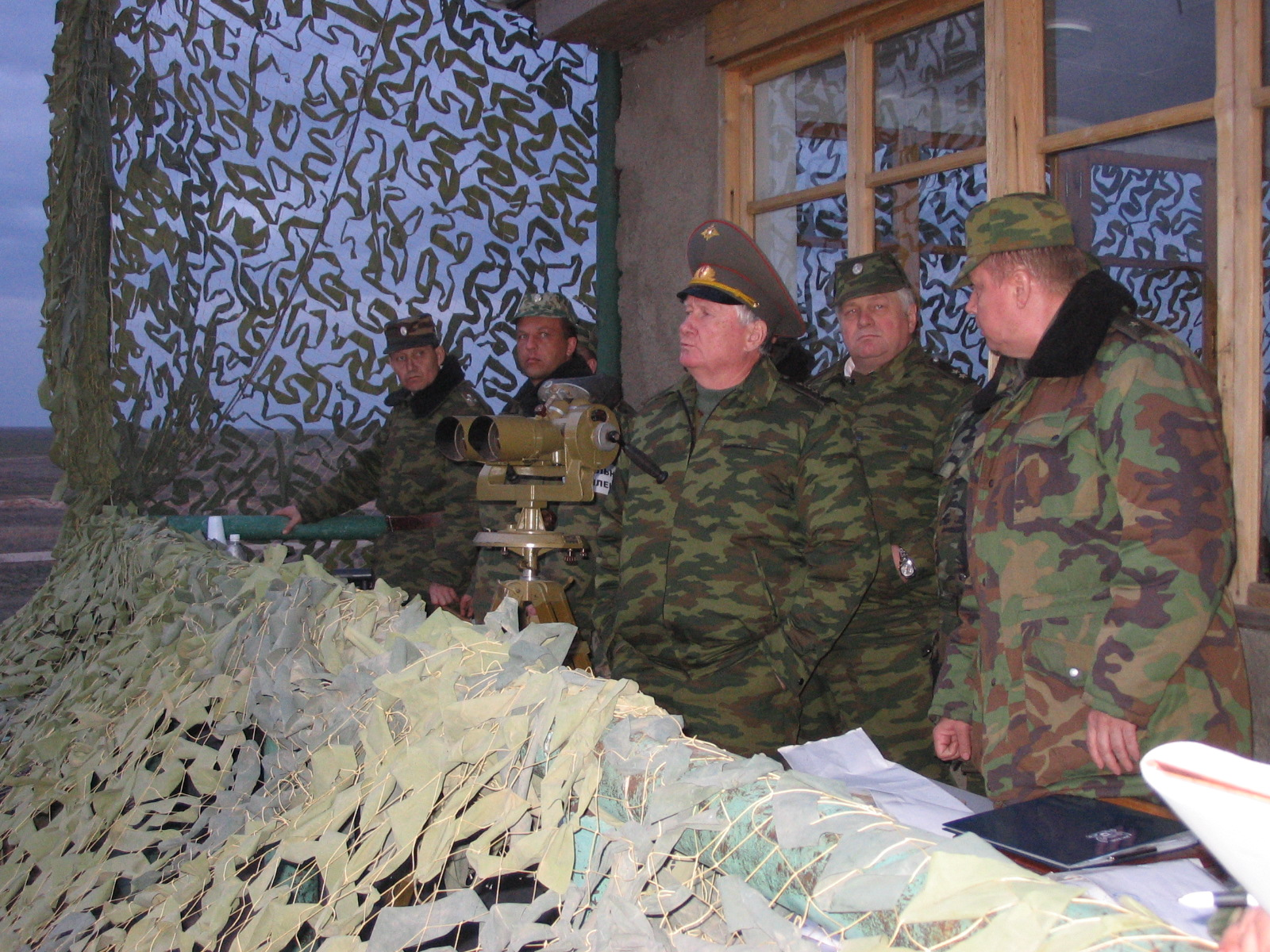
Генерал армии А. И. Баранов во время командно-штабных учений 58-й армии, полигон Капустин Яр.

Бара́нов Алекса́ндр Ива́нович (13 мая 1946, Кегейли, Каракалпакстан — 12 марта 2025, Самара) — советский и российский военачальник, генерал армии (2004). Герой Российской Федерации (2000). Командующий войсками Приволжско-Уральского военного округа (2001—2004), командующий войсками Северо-Кавказского военного округа (2004—2008).

## Биография
Родился в Узбекистане, селе Кегейли Каракалпакской АССР. В 1967 году Окончил Ташкентское высшее общевойсковое командное училище, затем, в 1991 году окончил Академию имени Фрунзе, Академию Генштаба.

## Военная служба в СССР
В Советской армии с 1963 года. В 1967 году окончил Ташкентское высшее общевойсковое командное училище имени В. И. Ленина. Командовал разведывательной группой, взводом, ротой, батальоном в войсках Закавказского военного округа.
В 1977 году окончил Военную академию имени М. В. Фрунзе с золотой медалью. Служил начальником штаба — заместителем командира мотострелкового полка, командиром мотострелкового полка, начальником штаба — заместителем командира мотострелковой дивизии в Группе советских войск в Германии. В 1984—1987 годах — командир 24-й мотострелковой Железной дивизии, с 1987 — первый заместитель командующего 8-й танковой армией в Прикарпатском военном округе. В 1991 году окончил с золотой медалью Военную академию Генерального штаба Вооружённых сил имени К. Е. Ворошилова.

## Военная служба в Российской Федерации
С 1991 года — начальник штаба — 1-й заместитель командующего 22-й гвардейской армией в Московском военном округе. С июля 1994 года — командующий 2-й гвардейской танковой армией в Приволжском военном округе. С декабря 1996 года — начальник штаба — 1-й заместитель командующего войсками Приволжского военного округа.
В сентябре 1999 года назначен начальником штаба — 1-м заместителем командующего войсками Северо-Кавказского военного округа. Одновременно стал начальником штаба Объединённой группировки федеральных войск на Северном Кавказе. Один из руководителей боевых действий российских войск против чеченских вооружённых бандформирований в Дагестане и в Чеченской Республике, в том числе в штурме Грозного. Генерал-полковник (12 декабря 1999 года).
24 марта 2000 года назначен командующим войсками Уральского военного округа. Однако в связи с заменой командующего Объединённой группировкой федеральных войск на Северном Кавказе ещё 22 марта 2000 года был назначен временно исполняющим обязанности командующего Объединённой группировки войск на Северном Кавказе, которым оставался до начала мая 2000 года. 5 мая 2000 года присвоено звание Героя Российской Федерации за участие в боевых действиях в Чеченской Республике и проявленные при этом мужество и героизм.
В связи с объединением военных округов 19 июля 2001 года назначен командующим войсками вновь образованного Приволжско-Уральского военного округа. Указом Президента России В. В. Путина от 12 июня 2004 года присвоено воинское звание генерала армии.
Указом Президента Российской Федерации от 19 июля 2004 года назначен командующим войсками Северо-Кавказского военного округа, где ему вновь пришлось наряду с боевой учёбой войск организовывать ведение боевых действий против террористических формирований в ряде республик Северного Кавказа, а также осуществлять вывод российских военных баз с территории Грузии.
С 26 мая 2008 года — в отставке.
Был женат. Имел сына и дочь.
Именем Героя Российской Федерации генерала армии А. И. Баранова в 2015 году названа средняя школа № 149 г. Самары.

## В отставке
Жил в Самаре. Возглавлял общественную организацию «Союз генералов Самары».
Умер 12 марта 2025 года на 79-м году жизни. Похоронен 14 марта 2025 года на аллее Героев на городском кладбище Самары.

## Исчезновение и предполагаемая гибель Хаджи-Мурата Яндиева
2 февраля 2000 года в вечерних новостях Фатима Базоркина увидела кадры задержания федеральными военнослужащими её сына Хаджи-Мурата Яндиева. Этот человек подозревался в совершении военных преступлений. Находившийся там же генерал-полковник Александр Баранов говорит солдатам: «Уведите его, к чертовой матери, пристрелите, прикончите это дерьмо — вот и весь приказ. Уберите его отсюда. Шевелитесь, шевелитесь, давайте, уведите его, прикончите, пристрелите». Далее видно, как солдаты уводят Яндиева. После этого он бесследно исчез, тело так и не нашли. В 2006 году Европейский суд признал российское правительство ответственным за незаконное задержание и убийство Яндиева и непроведение надлежащего расследования по факту его исчезновения.
За три года после появления решения Европейского суда российские власти так и не начали расследование в отношении генерала Баранова и дважды давали понять, что не намерены исполнять решение. В ответе военной прокуратуры представителям Базоркиной от 24 марта 2008 года утверждается, что все нарушения Европейской конвенции, указанные в постановлении Суда, устранены в ходе предварительного расследования по факту исчезновения Яндиева. Оснований для такого вывода в письме не приводится, как и не объясняется, почему в ходе расследования, продолжающегося уже почти семь лет, виновные не установлены и не привлечены к ответственности, а тело Яндиева так и не найдено.
20 февраля 2009 года представители Базоркиной подали в военное следственное управление, которое занимается данным делом, заявление о возбуждении в отношении генерала Баранова уголовного дела на основании постановления Европейского суда, установившего, что его действия создали угрозу жизни Яндиева.
3 апреля 2009 года последовал ответ о том, что никаких доказательств в ходе расследования возможной причастности генерал-полковника А. И. Баранова к похищению и убийству Х.-М. А. Яндиева не установлено. В связи с этим по результатам поданного заявления в возбуждении уголовного дела в отношении последнего отказано.

## Награды
- Герой Российской Федерации (5 мая 2000)[1]
- Орден «За военные заслуги»[6]
- Орден Красной Звезды[1]
- Орден «За службу Родине в Вооружённых Силах СССР» III степени[6][1]
- Медали
- Почётный гражданин Самарской области (4 мая 2016) — за мужество и героизм при выполнении воинского долга, выдающийся вклад в обороноспособность Российской Федерации, особые заслуги в общественной жизни, развитие ветеранского движения и активное участие в патриотическом воспитании граждан Самарской области
- Медаль Дмитрия Устинова (28 августа 2023) — за личное мужество и отвагу, проявленные при защите Отечества